# Dumești (Vaslui)
Dumeşti é uma comuna romena localizada no distrito de Vaslui, na região de Moldávia. A comuna possui uma área de 57.65 km² e sua população era de 3649 habitantes segundo o censo de 2007.